# Gabriela Zingre-Graf
Gabriela Zingre-Graf (ur. 5 sierpnia 1970 w Gstaad) – szwajcarska narciarka alpejska, mistrzyni świata juniorów.

## Kariera
Po raz pierwszy na arenie międzynarodowej pojawiła się w 1987 roku, startując na mistrzostwach świata juniorów w Sälen/Hemsedal. Zajęła tam 25. miejsce w zjeździe i 36. w gigancie. Jeszcze dwukrotnie startowała na imprezach tego cyklu, zdobywając złoty medal w slalomie podczas mistrzostw świata juniorów w Aleyska w 1989 roku.
W zawodach Pucharu Świata zadebiutowała 15 stycznia 1989 roku w Grindelwald, gdzie zajęła 12. miejsce w slalomie. Tym samym już w debiucie zdobyła pierwsze pucharowe punkty. Na podium zawodów PŚ po raz pierwszy stanęła sześć lat później, 15 stycznia 1995 roku w Garmisch-Partenkirchen, kończąc slalom na trzeciej pozycji. W zawodach tych wyprzedziły ją jedynie Niemka Martina Ertl i Włoszka Deborah Compagnoni. W kolejnych startach jeszcze jeden raz stanęła na podium: 18 listopada 1995 roku w Vail ponownie była trzecia w slalomie. W sezonie 1994/1995 zajęła 36. miejsce w klasyfikacji generalnej, a w klasyfikacji slalomu była dziewiąta.
Wystartowała na igrzyskach olimpijskich w Lillehammer w 1994 roku, gdzie była piąta w slalomie. Na rozgrywanych rok wcześniej mistrzostwach świata w Morioce zajęła w tej konkurencji 21. miejsce.

## Osiągnięcia

### Igrzyska olimpijskie
| Miejsce | Dzień     | Rok  | Miejscowość | Konkurencja | Czas biegu | Strata | Zwyciężczyni    |
| ------- | --------- | ---- | ----------- | ----------- | ---------- | ------ | --------------- |
| 5.      | 26 lutego | 1994 | Lillehammer | Slalom      | 1:56,01    | +1,79  | Vreni Schneider |

### Mistrzostwa świata
| Miejsce | Dzień    | Rok  | Miejscowość | Konkurencja | Czas biegu | Strata | Zwyciężczyni |
| ------- | -------- | ---- | ----------- | ----------- | ---------- | ------ | ------------ |
| 21.     | 9 lutego | 1993 | Morioka     | Slalom      | 1:27,66    | +4,42  | Karin Buder  |

### Mistrzostwa świata juniorów
| Miejsce | Dzień       | Rok  | Miejscowość          | Konkurencja | Czas biegu | Strata | Zwyciężczyni           |
| ------- | ----------- | ---- | -------------------- | ----------- | ---------- | ------ | ---------------------- |
| 36.     | 20 marca    | 1987 | Sälen                | Gigant      | 2:22,07    | +7,37  | Deborah Compagnoni     |
| 25.     | 26 marca    | 1987 | Hemsedal             | Zjazd       | 1:29,50    | +4,45  | Marika Daxer           |
| 39.     | 27 stycznia | 1988 | Madonna di Campiglio | Zjazd       | 1:15,24    | +3,79  | Andrea Schwarzenberger |
| 34.     | 28 stycznia | 1988 | Madonna di Campiglio | Supergigant | 1:16,26    | +3,73  | Sabine Ginther         |
| 26.     | 30 stycznia | 1988 | Madonna di Campiglio | Gigant      | 1:53,22    | +3,48  | Sabine Ginther         |
| 9.      | 6 kwietnia  | 1989 | Aleyska              | Supergigant | 1:20,69    | +3,45  | Sabine Ginther         |
| 1.      | 7 kwietnia  | 1989 | Aleyska              | Slalom      | 1:41,48    | -      | -                      |

### Puchar Świata

#### Miejsca w klasyfikacji generalnej
- sezon 1988/1989: 72.
- sezon 1989/1990: 55.
- sezon 1990/1991: 83.
- sezon 1991/1992: 53.
- sezon 1992/1993: 73.
- sezon 1993/1994: 42.
- sezon 1994/1995: 36.
- sezon 1995/1996: 41.
- sezon 1996/1997: 43.

#### Miejsca na podium
1. Garmisch-Partenkirchen – 15 stycznia 1995 (slalom) – 3. miejsce
2. Vail – 18 listopada 1995 (slalom) – 3. miejsce